# Neetze (gmina)
Neetze – miejscowość  i gmina położona w niemieckim kraju związkowym Dolna Saksonia, w powiecie Lüneburg. Należy do (niem. Samtgemeinde) gminy zbiorowej Ostheide.

## Położenie geograficzne
Neetze leży 14 km na wschód od Lüneburga.
Od północnego zachodu sąsiaduje z gminą Lüdersburg z gminy zbiorowej Scharnebeck, od północnego wschodu i wschodu z Bleckede, od południowego wschodu z gminą Thomasburg, od południowego zachodu z gminą Reinstorf i od zachodu z gminą Rullstorf z gminy zbiorowej Scharnebeck.
Przez gminę płynie z południowego wschodu na północny zachód rzeka Neetze dająca nazwę gminie.

## Dzielnice gminy
W skład gminy Neetze wchodzą następujące dzielnice: Neumühlen, Neu-Neetze, Neu-Süttorf i Süttorf.

## Historia
Po raz pierwszy Neetze wzmiankowane było w 1205.

## Komunikacja
Neetze znajduje się 16 km od węzła Lüneburg-Nord na autostradzie A39 (dawna A250). Gmina znajduje się 6 km od drogi B216 prowadzącej z Lüneburga do Dannenberg (Elbe).